# 天井关
天井关， 亦曰雄定关。为晋豫边境雄关，雄踞于山西省晋城市泽州县晋庙铺镇天井关村，太行山的最南部，是通往河南焦作的关隘，史称太行八陘之一，因关前有三眼深不可测的天井泉而得名，现为省级重点文物保护单位。始建于西汉阳朔三年（前22年），古为南北要冲也。刘歆《遂初赋》：驰太行之险峻，入天井之高关。又王梁为野王令，北守天井关，蔡邕曰：太行山上有天井关，关在井北，为天设之险。东晋时慕容垂攻慕容永，自滏口入天井关，先一步到达河南磁州。天井关以南几华里所辖星轺驿、横望隘、小口隘、碗子城等重要关隘，至河南焦作沁阳市山王庄镇常平乡均被羊肠古道所包围。从春秋战国到明清时期，干戈迭起，硝烟不散，为兵家必争之地。2004年6月10日公布为山西省文物保护单位。